# 阿尔贝托·塞尔瓦
阿爾貝托·塞爾瓦（義大利語：Alberto_Selva，1964年9月21日—）是一位聖馬利諾的政治家，於2007年10月至2008年4月與米爾科·托馬索尼同時擔任執政官。
塞爾瓦是一名律師，是大眾聯盟的成員，最初於2006年6月當選為大議會議員。
塞爾瓦曾在波隆那大學學習過法律。

## 外部鏈結
- Alberto Selva designato da AP prossimo Capitano Reggente[永久] （意大利文）